# Mario Livio
Mario Livio (n. 1945 București) este un astrofizician și matematician israelian, cunoscut și ca autor de cărți de popularizare a științelor: matematică, fizică, astronomie ș.a. După ce a fost profesor la Technionul din Haifa, în anul 1991 a fost cooptat de ca director stiințific la Institutul Științific de Telescopie Spațială (engleză Space Telescope Science Institute) care acționează Telescopul spațial Hubble din Statele Unite, de unde s-a retras ca profesor emerit în anul 2015.
În literatura de știință popularizată a debutat cu „Universul Accelerat” ("The Accelerating Universe" - 2000), iar pentru „Secțiunea de aur - Povestea lui phi, cel mai uimitor număr”  ("The Golden Ratio - The Story of Phi, the World's Most Astonishing Number" - 2002), considerată cea mai bună carte despre numerele iraționale a primit Premiul Peano și Premiul Internațional Pitagora. 

## Biografie
Mario Livio s-a născut la București ca fiu al scriitorului și omului de teatru Rubin Liviu și al cântăreței Doroteea Liviu care, eliberați de sub regimul lui Antonescu au refuzat să accepte iminenta nouă dictatură („dictatura proletariatului”), așa că s-au folosit de ocazia unei invitații la un concert în străinătate pentru a se expatria din România, lăsându-l pe Mario ca amanet, în custodia bunicilor. Conform înțelegerii prealabile,  aceștia au depus actele pentru a emigra în Israel, așa că Mario a părăsit România la vârsta de 5 ani, cu bunicii. Ajuns în Israelul abia creat, după o perioadă petrecută într-un cămin de copii și alta, sub auspiciile asistenței sociale, fiind atașat unei familii care l-a crescut o vreme, s-a reunit la Tel Aviv cu mama, noul ei soț și bunica sa. A învățat la școala „Graetz” și apoi, la „Liceul municipal H” (Ironí Hey) din Tel Aviv. 
La 18 ani și-a satisfăcut serviciul militar apoi, a participat ca paramedic rezervist în Războiul de Șase Zile (1967), în Războiul de Iom Kipur (1973) și în Războiul din Liban (1982).
Mario Livio este căsătorit cu Sofia, microbiologă, cu care are trei copii, Sharon, Oren și May.

#### Studiile
După serviciul militar Livio a obținut titlurile de B.Sc. în fizică și matematică la Universitatea Ebraică din Ierusalim - unde a fost elevul lui Hillel Fürstenberg și al lui Yoram Lindenstrauss (tatăl matematicianului Elon Lindenstrauss, deținătorul Medaliei Fields) apoi, M.Sc. în fizică teoretică la Institutul Weizmann și doctoratul (Ph.D.) în astrofizică teoretică la Universitatea din Tel Aviv. În 1981 a devenit profesor de fizică la Technion (Institutul israelian de tehnologie) iar, după 10 ani, în 1991, a fost cooptat la Space Telescope Science Institute.
Mario Livio s-a dedicat studiului supernovelor și utilizării lor pentru determinarea vârstei Universului. A studiat și energia întunecată, găurile negre, formarea sistemelor planetare în creșele stelare. A scris numeroase articole. În 2009 Asociația Americană pentru Avansarea Științelor (AAAS) l-a ales membru al comitetului său, pentru contribuțiile în astrofizică, prin cercetările asupra stelelor și galaxiilor, precum și pentru activitatea sa de popularizare a științelor.
Este cunoscut și pentru lucrările din 1989 care contrazic parțial ipoteza „reglării fine” a Universului susținută de Fred Hoyle.

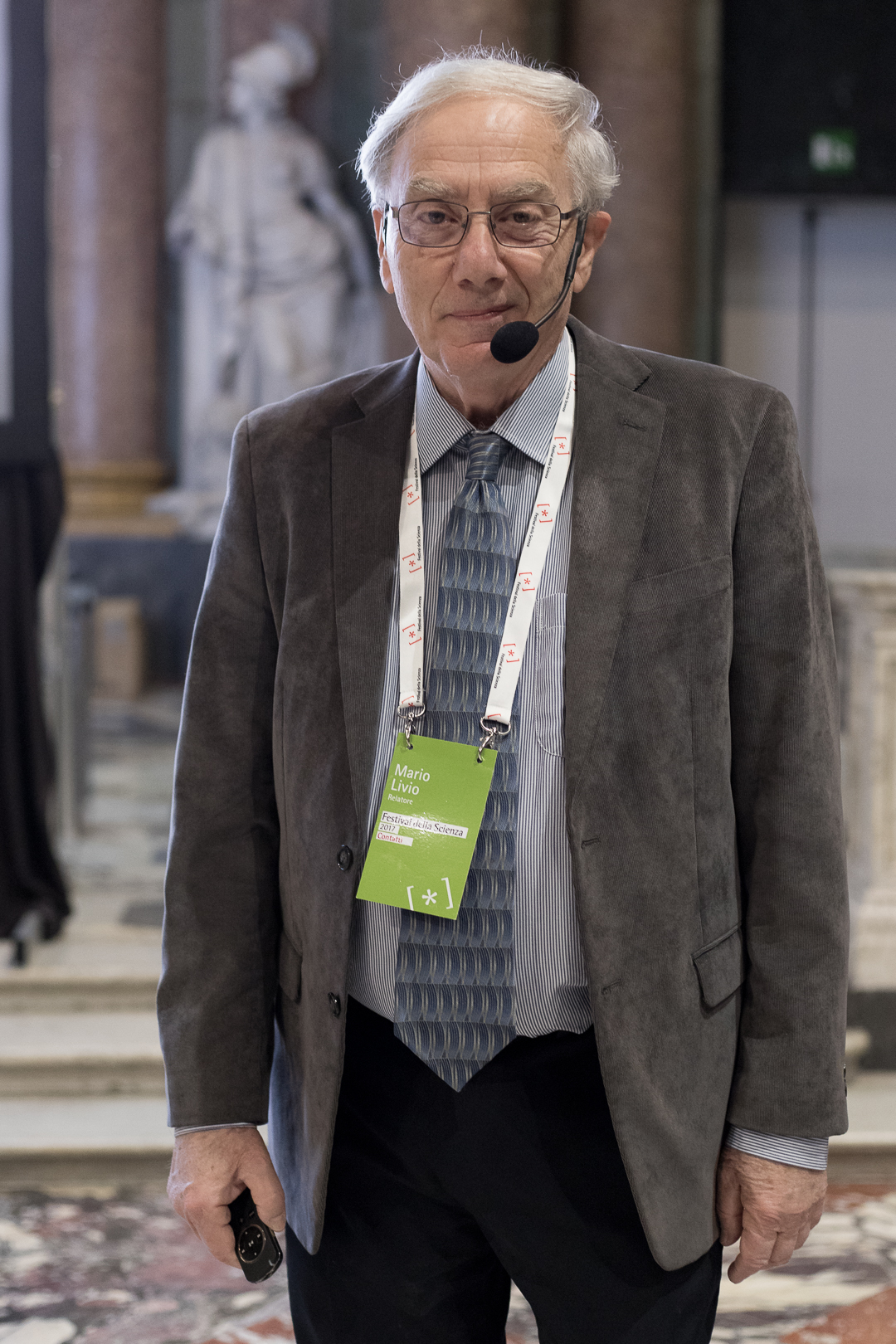
Mario Livio a conferențiat despre „Originea curiozității umane” în cadrul Festivalului Științei, Genova, Italia, la 31 octombrie 2017.

## Scrieri

#### Articole de specialitate
Mario Livio a publicat peste patru sute de articole de specialitate, dar este și un foarte apreciat și solicitat conferențiar pe teme științifice adresate publicului larg.

#### Cărți de știință popularizată
- Universul Accelerat (2000),(en Eroare Lua în Modul:Citation/CS1 la linia 3161: attempt to call global 'set_message' (a nil value)[14].

- Secțiunea de aur - Povestea lui phi, cel mai uimitor număr(2002), (en The Golden Ratio: The Story of Phi, the World's Most Astonishing Number. Broadway Books. 2002. ISBN 0-7679-0815-5.[15])

Ideea că universul e guvernat de numere a fascinat, începând cu Pitagora, pe matematicieni, fizicieni, filozofi sau teologi. Probabil că nici un număr nu ilustrează mai bine această idee și nu a fost înconjurat de atâta faimă și mister ca numărul phi, cunoscut și sub numele de „secțiunea de aur”. Definit de Euclid cu mai bine de două mii de ani în urmă, phi (1,618...) pare implicat peste tot în natură:  la cochiliile melcilor, dispunerea petalelor florilor, forma galaxiilor și chiar în  artele plastice sau muzică. S-au făcut nenumărate speculații despre prezența „Secțiunii de aur” în construcția piramidelor sau a Partenonului, ori în picturile lui Leonardo da Vinci.
- Ecuația care n-a putut fi rezolvată - Matematicieni de geniu rezolvă limbajul simetriilor (2005), (en The Equation That Couldn't Be Solved: How Mathematical Genius Discovered the Language of Symmetry. Souvenir Press. 2006. ISBN 0-285-63743-6.[17])

Muzica lui Johann Sebastian Bach, forțele naturii, cubul Rubik și alegerea partenerului de viață, toate acestea sunt caracterizate prin anumite simetrii,  simetria fiind conceptul care face legătura intre știință, artă, fizica teoretica și  lumea de zi cu zi, dar al cărei ecuații (teoria grupurilor, in matematică) n-a putut fi rezolvată. De-a lungul mileniilor, matematicienii au rezolvat ecuații algebrice tot mai dificile. Ecuația cvintică a fost soluționată după secole de căutări, de doi matematicieni care au descoperit că, in cazul ei, metodele obișnuite erau inaplicabile. „Teoria grupurilor” a fost descrisă independent de norvegianul Niels Henrik Abel și francezul Evariste Galois.
- Este Dumnezeu matematician? a apărut în ianuarie 2009, (en Is God a Mathematician?. Simon & Schuster, 2009. ISBN 978-0-7432-9405-8.[19])

Începând cu Antichitatea greacă, cunoașterea lumii s-a legat intim de numere și de forme geometrice. Mai mult, cu timpul, gradul de dezvoltare a unei discipline științifice a fost echivalat cu nivelul ei de matematizare, iar un criteriu esențial pentru valabilitatea unei teorii a devenit frumusețea ei matematică. Inevitabil, matematica se află în spatele tuturor fenomenelelor pe care ne străduim să le înțelegem. Dar cum se explică acestă uimitoare eficacitate a ei? De ce lumea este, în esență, de natură matematică?.
- Gafe strălucite - Greșeli colosale ale unor mari savanți, care ne-au schimbat perspectiva asupra vieții și universului (2013), (en Brilliant Blunders. Simon & Schuster. 2013. ISBN 9781439192375.[21]) Ce îi deosebește pe marii savanți de ceilalți oameni de știință nu sunt doar succesele, dar și eșecurile. Charles Darwin, Lord Kelvin, Linus Pauling, Fred Hoyle și Albert Einstein au comis, nu simple erori, ci gafe strălucite, care au dus la cunoașterea de noi perspective ale lumii. Cartea lui Mario Livio dezvăluie momente critice din istoria științei și ne apropie de figurile marilor savanți – oameni și ei, supuși fatalmente greșelii.

„În pofida gafelor, și poate chiar datorită lor, cele cinci personalități pe care le-am urmărit și prezentat în această carte nu numai că au revoluționat domeniile lor științifice, dar sunt și autorii unor creații intelectuale cu adevărate mărețe. Spre deosebire de numeroase contribuții științifice care se adresează doar profesioniștilor din cadrul aceleiași discipline, operele acestor maeștri au depășit granițele dintre știință și cultura generală.” (Mario Livio).